# Bahman Amini
Pour les articles homonymes, voir Amini.
Bahman Amini (22 avril 1951 à Machhad en Iran – 16 novembre 2018 à Pierre-Bénite en France) était fondateur des Éditions Khavaran à Paris, pionnier dans l’édition de la littérature persane en exil et activiste socio-politique iranien.

## Biographie
Bahman Amini est né à Machhad au nord-est de l’Iran. 
Après avoir obtenu son baccalauréat au lycée Alavi, il poursuivit ses études en sociologie à l’université de Téhéran. À cette même époque, il commença aussi ses activités politiques. Dans les années 1970, sous le régime du Chah, Bahman Amini fut arrêté et emprisonné. Il a été libéré de la prison d’Evin en 1977. 
Un an après la révolution islamique en Iran en 1978, Bahman Amini quitta son pays pour la France. Il reprit ses études en sociologie, à l’université de Picardie. À cause des répressions politiques des années 1980 en Iran, il refusa de retourner dans son pays, resta en France et commença ses activités culturelles tout en gagnant sa vie comme gardien de nuit dans une usine. Il fonda les Éditions Khavaran à Paris à l’automne 1984 et était pionnier dans l’édition de la littérature persane en exil,. À côté de l’édition, il fonda en 1983 la librairie Khavaran d’abord à Vincennes, dans la banlieue est de Paris, ensuite, en 2004 dans le quartier Nation de Paris. En 2015, il ferma la librairie et quitta Paris pour la petite ville de Dionay. 
Bahman Amini décéda d’un cancer le vendredi 16 novembre 2018. Il a été enterré au cimetière Père Lachaise à Paris, division 85. 

## Éditions Khavaran
Bahman Amini avait choisi le nom Khavaran par amour pour la région de Khavaran, l’ancien nom de la zone qui contient le Khorasan d’aujourd’hui et qui est le berceau de la langue persane. Il voulait aussi faire un clin d’œil au poème suivant de Khawâdjâ Abdallâh Ansârî :
Tout au long du champ Khavaran il n’y a pas un seul caillou

Qui ne soit pas teint tristement du sang du cœur et de l’œil
La maison d'édition se consacre à la littérature perse et à des ouvrages politiques.
À côté de ces publications, Bahman Amini organisa pendant dix ans des rencontres littéraires intitulées « Le dernier dimanche du mois, rencontre et discussion avec les écrivains ». La plupart des personnalités littéraires et culturelles de la langue persane vivant en exil et même pour certaines vivant en Iran, ont participé à ces rencontres pour présenter les œuvres publiées et pour en discuter. Reza Daneshvar, Reza Ghassemi, Ali Erfan, Mohsen Yalfani, Shahrokh Meskoub, Chahla Chafiq et Sorour Kasmai étaient parmi les participants. Le premier roman d’Atiq Rahimi, l’auteur franco-afghan, intitulé « Terre et Cendres » a été présenté lors de ces rencontres. 

## Activisme socio-politique
Bahman Amini était un membre actif du mouvement des Républicains Démocrates et Laïcs de l’Iran. Il a également été membre du Comité indépendant contre la répression des citoyens iraniens. Il a aussi collaboré au sein du Réseau de Soutien aux Droits de l’Homme en Iran.

## Autres sources
- Los Angeles Times
- Mediapart
- Association des travailleurs maghrébins de France